# Procédure pénale
Pour un article plus général, voir Procédure (droit).
La procédure pénale est l'intervention des autorités étatiques depuis le début de la plainte d'une victime, la dénonciation ou la constatation d'une infraction jusqu'à la décision judiciaire définitive.
Elle fixe le cadre juridique dans lequel l'enquête, la poursuite et le jugement visant une personne soupçonnée peuvent s'engager.
Elle conditionne l'exercice des pouvoirs accordés à la justice répressive. De ce point de vue, c'est une conquête contre l'arbitraire.
Elle recherche un équilibre entre la protection des libertés individuelles (notamment les droits de la défense) et l'efficacité de la répression destinée à protéger la société.

## Classifications
Il existe deux grands modèles de procédure pénale : le modèle accusatoire et le modèle inquisitoire.
Contrairement à une idée répandue, les systèmes existants dans les pays démocratiques empruntent aux deux systèmes.
Cette mixité n'exclut pas des dominantes : accusatoire dans les pays de common law et inquisitoire dans les pays de droit romano-germanique.

### Modèle accusatoire
Dans le modèle accusatoire, les parties mènent l'enquête et dirigent le débat, à charge pour chacune d'apporter ses éléments de preuve et ses arguments, et le juge joue essentiellement un rôle d'arbitre et de modérateur lors du procès, et statue sur les éléments présentés et soutenus par les parties. La procédure est alors publique, orale et contradictoire. 

### Modèle inquisitoire
Dans le modèle inquisitoire, c'est le juge qui mène l'enquête et le débat, peut procéder de lui-même à des actes d'enquête, et mène les débats lors du procès. La procédure est secrète, écrite et non contradictoire.

## Textes
Selon les pays, le droit de procédure pénale est habituellement regroupé dans un Code de procédure pénale ou un Code d'instruction criminelle.